# Chrysotus setifer
Chrysotus setifer är en tvåvingeart som beskrevs av Octave Parent 1932. Chrysotus setifer ingår i släktet Chrysotus och familjen styltflugor. Inga underarter finns listade i Catalogue of Life.